# Kaugjärv
Kaugjärv (est. Kaugjärv) – jezioro w Estonii, w prowincji Võrumaa, w gminie Antsla. Położone jest na południowy wschód od wsi Kaika. Ma powierzchnię 8,3 ha linię brzegową o długości 1635 m, długość 680 m i szerokość 155 m. Sąsiaduje z jeziorami Pormeistri, Suur Saarjärv, Küüdre, Suur Pehmejärv, Väikene Pehmejärv. Położone jest na terenie Parku Narodowego Karula.